# Sylwester Janiszewski
Sylwester Janiszewski (Katowice, voivodat de Silèsia, 24 de gener de 1988) és un ciclista polonès, professional des del 2008 i actualment a l'equip Wibatech 7R Fuji.
El 2012 va donar positiu en androstendiona en la seva victòria al Memorial Henryk Łasak. Va ser sancionat amb dos anys de suspensió a partir de l'agost d'aquell any.

## Palmarès
- 2012
  - 1r al Memorial Henryk Łasak
  - 1r a la Copa dels Carpats
  - Vencedor d'una etapa a la Dookoła Mazowsza
  - Vencedor d'una etapa al Bałtyk-Karkonosze Tour
- 2015
  - Vencedor d'una etapa al Szlakiem Grodów Piastowskich
- 2017
  - Vencedor d'una etapa al Bałtyk-Karkonosze Tour
- 2018
  - 1r a la Cursa de Solidarność i els Atletes Olímpics i vencedor de 2 etapes
- 2019
  - 1r a la Memorial Józef Grundmann i Jerzy Wizowski
- 2020
  - Vencedor d'una etapa a la Belgrad-Banja Luka
  - Vencedor d'una etapa a la Cursa de Solidarność i els Atletes Olímpics